# Герб комуни Веллінге
Герб комуни Веллінге (швед. Vellinge kommunvapen) — символ шведської адміністративно-територіальної одиниці місцевого самоврядування комуни Веллінге. 

## Історія
Герб комуни офіційно зареєстровано 1975 року.

## Опис (блазон)
У синьому полі срібна ступінчаста будівля з синьою металевою клямрою для млинка, у синій основі — три срібні оселедці, два над одним.

## Зміст
Ступінчаста будівля вказує як на історичні, так і на сучасні споруди. Металева клямра символізує млинарство та сільське господарство. Оселедці вказують на розвинути риболовецькі промисли.      